# Дендробиум усиконосный
Дендробиум усиконосный (лат. Dendrobium antennatum) — вид многолетних трявянистых растений семейства Орхидные, или Ятрышниковые (Orchidaceae).

## Этимология
Вид не имеет устоявшегося русского названия, в русскоязычных источниках обычно используется научное название Dendrobium antennatum.
Видовое название «antennatum» (усиковое, усиковидное) отражает форму цветка: прямые, веретеновидное, зеленовато-жёлтые лепестки напоминают усики (антенны) насекомого или рога антилопы (последнее отражено в английском названии).
Английские названия — Antelope Orchid, The Antennaed Dendrobium, The Green Antelope Orchid.

## Биологическое описание
Симподиальные вечнозелёные растения средних размеров.

Псевдобульбы желтоватые, у основания вздутые, стеблевидные, цилиндрические, от 15 до 80 см высотой, густо облиствённые.

Листья продолговато-ланцетные, двурядные, на растущих частях побега мягкие, на вызревших жёсткие, суккулентные, различного размера.

Соцветия прямые, до 50 см длиной, несут от 3 до 15 цветков. Горизонтальные или наклонные, возникают ближе к концу псевдобульб. Образуются на вызревших побегах.

Цветки ароматные, до 7,5 см в диаметре, окраска изменчива. Боковые чашелистики сзади удлинены и образуют подобие шпоры. Два прямых спирально закрученных зеленовато-желтых лепестка длиной до 4,5 см направлены вверх и образуют подобие «рогов антилопы». Губа украшена сиренево-розовым узором.
При опылении цветки меняют цвет на зелёный. Цветение летом, длится более месяца.

## Ареал, экологические особенности
Западное побережье полуострова Кейп-Йорк на севере штата Квинсленд (Австралия), северное побережье Новой Гвинеи и близлежащие острова (Новая Британия, Новая Ирландия, Соломоновы).
Эпифит, в тропических пойменных и мангровых лесах и саваннах на высотах ниже 800 метров над уровнем моря. Предпочитает влажные местообитания. Часто встречается на ветвях деревьев рода Calophyllum, в положении «вниз головой», склоняясь к поверхности воды.
Средние температуры — 30-31\21-22 °C (день\ночь).
Относится к числу охраняемых видов (II приложение CITES).

## В культуре
Температурная группа — тёплая. 

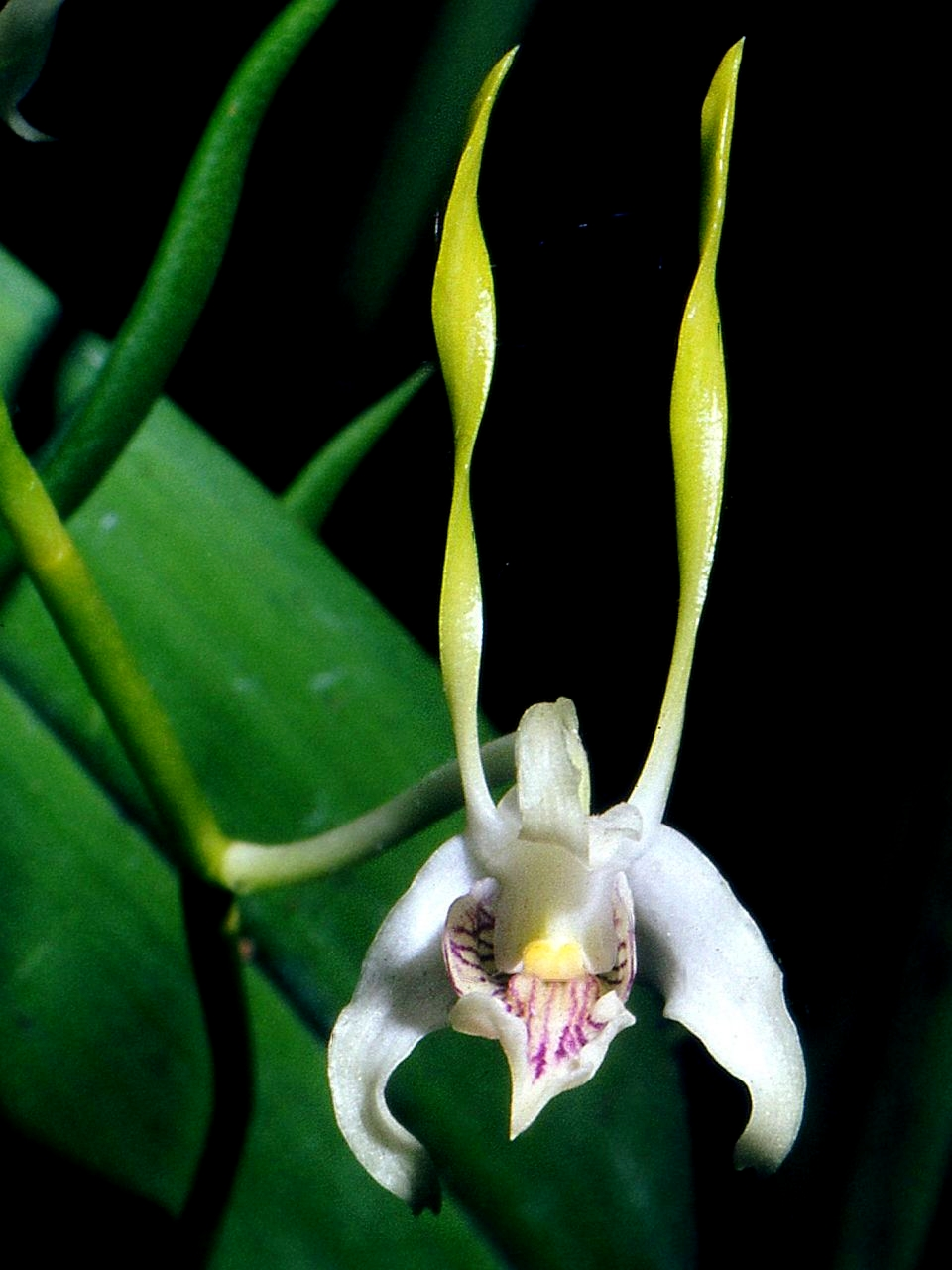
Цветок Dendrobium antennatum

Посадка на блок при наличии высокой относительной влажности воздуха и ежедневного полива. Большинство цветоводов рекомендует посадку в горшок или корзинку для эпифитов. Субстрат не должен препятствовать движению воздуха. Состав субстрата — сосновая кора средней и крупной фракции. Полив по мере просыхания субстрата.
Период покоя выражен слабо. 

Относительная влажность воздуха от 50 %.

Освещение: яркое рассеянное, 20000-30000 люкс. При наличии хорошей освещённости может цвести круглый год.